# Джин Уайлдер
Джин Уа́йлдер (англ. Gene Wilder; урожд. Джеро́м Си́лберман (англ. Jerome Silberman; 11 июня 1933, Милуоки, Висконсин — 29 августа 2016, Стамфорд, Коннектикут) — американский актёр, режиссёр, сценарист, продюсер, писатель, лауреат премии «Эмми» (2003, за роль в сериале «Уилл и Грейс»).

## Биография

### Детство и юность
Джером Силберман родился 11 июня 1933 года в Милуоки (штат Висконсин) в семье Уильяма Дж. Силбермана (Зильбермана) и Джинн Силберман (в девичестве — Баер). Его отец и родители матери были еврейскими эмигрантами из России. Принял сценический псевдоним Джин Уайлдер в 26 лет, позже объясняя это так: «Мне всегда нравилось имя Джин благодаря Юджину Ганту, персонажу романов Томаса Вульфа „Взгляни на дом свой, ангел“ (англ.) и „О времени и о реке“ (англ.). И я всегда был большим поклонником Торнтона Уайлдера».
Впервые Уайлдер заинтересовался актёрским мастерством в возрасте 8 лет, когда его мать страдала острым ревматизмом и доктор сказал ему «попробуй и рассмеши её».
В 11 лет он увидел на сцене свою сестру, которая училась актёрскому мастерству и поведению, и был в восторге от этого. Уайлдер спрашивал учителя своей сестры, смог бы он стать его учеником. На что учитель сказал, что если к 13 годам у него по-прежнему останется интерес, то он возьмёт Уайлдера к себе в ученики. На следующий день после того, как Уайлдеру исполнилось 13, он позвонил учителю, который принял его и обучал в течение двух лет.
Когда Джинн Силберман почувствовала, что потенциал её сына не может в полной мере реализоваться в Висконсине, она отправила его в частную школу Black-Foxe Military Institute в Голливуд. Оттуда он писал, что над ним издеваются, в том числе подвергают сексуальному насилию, в первую очередь потому, что он единственный еврейский мальчик в школе. После неудачного и короткого пребывания в Блэк-Фоксе Джером вернулся домой, где стал активнее участвовать в местном театральном обществе. В 15 лет он впервые выступил перед аудиторией, это была роль Балтазара (раба Ромео) в постановке Шекспира «Ромео и Джульетта». Окончил Washington High School в Милуоки в 1951 году.
Уайлдер рос и воспитывался как иудей, но сохранил только Золотое правило в качестве своей философии. В интервью, опубликованном в 2005 году, он охарактеризовал себя как «иудей-буддист-атеист».

### Начало карьеры
С 1951 по 1955 год Уайлдер изучал театральное искусство в Университете штата Айова, проходил практику в английском Олд-Вике, после чего снова вернулся в Штаты, где продолжил изучать систему Станиславского в школе HB Studio. Отслужив в армии, поступил в знаменитую актёрскую студию Ли Страсберга, после обучения в которой начал выходить на сцену в небродвейских постановках.
В 1963 году играл в спектакле «Мамаша Кураж» вместе с Энн Бэнкрофт, которая познакомила его со своим женихом — комиком Мелом Бруксом. Через некоторое время тот предложил Джину роль в своём дебютном фильме «Продюсеры», но денег на картину не нашлось, и Бруксу и Уайлдеру пришлось потерпеть 5 лет до осуществления своих планов.
За это время Уайлдер успел дебютировать на экране в фильме «Бонни и Клайд» (1967), где сыграл одного из заложников легендарных преступников.

### Успех
Долгожданный успех был обретён именно благодаря роли в комедии Мела Брукса «Продюсеры» (1968), которая, наконец, была снята и, не без проблем, минуя разнообразные проволочки и запреты, всё-таки вышла в прокат. Фильм имел огромный успех и принёс Уайлдеру первую номинацию на Оскар за роль второго плана. Актёр и режиссёр подружились, и многие последующие успехи Уайлдера в кино были связаны с работой в фильмах Брукса. Он сыграл главные роли в таких всемирно известных хитах Брукса, как «Молодой Франкенштейн» (1974) и «Сверкающие сёдла» (1974), получив вторую номинацию на Оскар в качестве сценариста последнего.

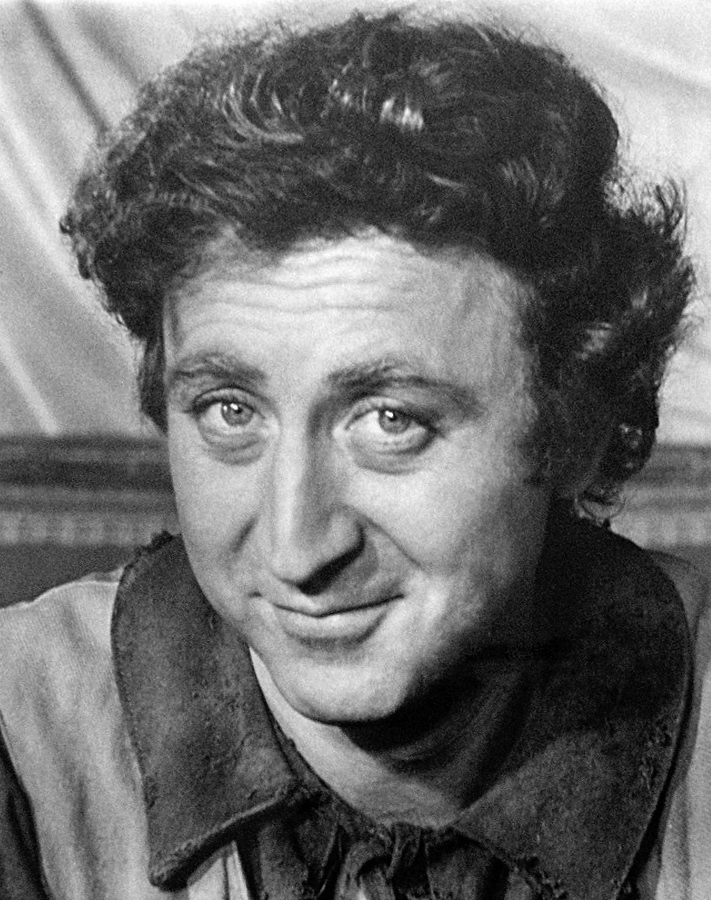
Промофото Уайлдера для фильма «Начинайте революцию без меня». 1970 год

В 1971 году Джин Уайлдер сыграл главную роль в музыкальном фильме Мела Стюарта «Вилли Вонка и шоколадная фабрика», снятом по повести Роальда Даля «Чарли и шоколадная фабрика».
Успешный дуэт сложился у Уайлдера с популярнейшим чернокожим комиком Ричардом Прайором, с которым он сыграл в таких комедиях, как «Серебряная стрела» (1976), «Буйнопомешанные» (1980), «Ничего не вижу, ничего не слышу» (1989) и «Другой ты» (1991).
Актёр небезуспешно пробовал себя в режиссуре, дебютировав в 1975 году комедией «Приключения хитроумного брата Шерлока Холмса», и снял ещё несколько фильмов, наиболее известным из которых стала романтическая комедия «Женщина в красном» (1984).

### Завершение карьеры
В 1990-е годы актёр почти перестал сниматься, изредка появляясь в небольших гостевых ролях в телесериалах и различных телешоу. В конце 1990-х снялся в телеадаптации книги «Алиса в Стране чудес» Льюиса Кэрролла.
В 1999 году был госпитализирован с неходжкинской лимфомой, но в марте 2005 года подтвердил, что рак перешёл в полную ремиссию после курса химиотерапии и трансплантации стволовых клеток.
Гораздо больше внимания, чем актёрству, актёр стал уделять литературе, выпустив ряд книг: мемуары «Поцелуй меня, как незнакомка: Мои поиски в любви и искусстве» (2005), романы «Моя французская шлюшка» (2007), «Женщина, которая не будет» (2008) и «Что за штука называется любовью» (2010).

### Смерть
Джин Уайлдер скончался 29 августа 2016 года в возрасте 83 лет. О смерти Уайлдера сообщил его племянник. Актёр скончался в Стамфорде, штат Коннектикут. Основной причиной смерти называются осложнения, вызванные болезнью Альцгеймера.

## Фильмография

### Актёр
| Год       |    | Русское название                                             | Оригинальное название                                                  | Роль                         |
| --------- | -- | ------------------------------------------------------------ | ---------------------------------------------------------------------- | ---------------------------- |
| 1961      | с  | Пьеса недели                                                 | Play of the Week                                                       | Хэппи                        |
| 1962      | с  | Театр Армстронга                                             | Armstrong Circle Theatre                                               | Юссел                        |
| 1962      | с  | Защитники                                                    | The Defenders                                                          | официант                     |
| 1962—1963 | с  | Шоу недели Дюпонта                                           | The DuPont Show of the Week                                            | репортёр / Уилсон / Мюллер   |
| 1966      | тф | Смерть коммивояжёра                                          | Death of a Salesman                                                    | Бернард                      |
| 1967      | ф  | Бонни и Клайд                                                | Bonnie and Clyde                                                       | Юджин Гриззард               |
| 1968      | ф  | Продюсеры                                                    | The Producers                                                          | Лео Блум                     |
| 1970      | ф  | Начинайте революцию без меня                                 | Start the Revolution Without Me                                        | Клод / Филипп                |
| 1970      | ф  | У Куоксера Форчуна есть кузен в Бронксе                      | Quackser Fortune Has a Cousin in the Bronx                             | Куоксер Форчун               |
| 1971      | ф  | Вилли Вонка и шоколадная фабрика                             | Willy Wonka & the Chocolate Factory                                    | Вилли Вонка                  |
| 1972      | тф | Пугало                                                       | The Scarecrow                                                          | лорд Рейвенсбейн             |
| 1972      | ф  | Всё, что вы всегда хотели знать о сексе, но боялись спросить | Everything You Always Wanted to Know About Sex, But Were Afraid to Ask | доктор Росс                  |
| 1973      | тф | Акты любви и другие комедии                                  | Acts of Love and Other Comedies                                        | Херб Уотерман                |
| 1974      | ф  | Носорог                                                      | Rhinoceros                                                             | Стэнли                       |
| 1974      | ф  | Сверкающие сёдла                                             | Blazing Saddles                                                        | Джим                         |
| 1974      | тф | Игра по четвергам                                            | Thursday’s Game                                                        | Гарри Эверс                  |
| 1974      | ф  | Маленький принц                                              | The Little Prince                                                      | лис                          |
| 1974      | ф  | Молодой Франкенштейн                                         | Young Frankenstein                                                     | доктор Фредерик Франкенштейн |
| 1975      | ф  | Приключения хитроумного брата Шерлока Холмса                 | The Adventure of Sherlock Holmes' Smarter Brother                      | Сигерсон Холмс               |
| 1976      | ф  | Серебряная стрела                                            | Silver Streak                                                          | Джордж Колдуэлл              |
| 1977      | ф  | Великий герой-любовник                                       | The World’s Greatest Lover                                             | Руди Хикман                  |
| 1979      | ф  | Фриско Кид                                                   | The Frisco Kid                                                         | Аврам                        |
| 1980      | ф  | Воскресные любовники                                         | Les séducteurs                                                         | Скиппи                       |
| 1980      | ф  | Буйнопомешанные                                              | Stir Crazy                                                             | Скип Донахью                 |
| 1982      | ф  | Мошенничество                                                | Hanky Panky                                                            | Майкл Джордон                |
| 1984      | ф  | Женщина в красном                                            | The Woman in Red                                                       | Тедди Пирс                   |
| 1986      | ф  | Медовый месяц с призраками                                   | Haunted Honeymoon                                                      | Ларри Эббот                  |
| 1989      | ф  | Ничего не вижу, ничего не слышу                              | See No Evil, Hear No Evil                                              | Дейв                         |
| 1989—1996 | с  | Улица Сезам                                                  | Sesame Street                                                          | разные персонажи             |
| 1990      | ф  | Странная штука — любовь                                      | Funny About Love                                                       | Даффи Бергман                |
| 1991      | ф  | Другой ты                                                    | Another You                                                            | Джордж / Эйб Филдинг         |
| 1993      | тф | —                                                            | Eligible Dentist                                                       | Тоби                         |
| 1994—1995 | с  | —                                                            | Something Wilder                                                       | Джин Бергман                 |
| 1999      | тф | Убийство в маленьком городке                                 | Murder in a Small Town                                                 | Ларри «Кэш» Картер           |
| 1999      | тф | Алиса в Стране чудес                                         | Alice in Wonderland                                                    | черепаха Квази               |
| 1999      | тф | —                                                            | The Lady in Question                                                   | Ларри «Кэш» Картер           |
| 2002—2003 | с  | Уилл и Грейс                                                 | Will & Grace                                                           | мистер Стайн                 |

### Режиссёр
- 1975 — Приключения хитроумного брата Шерлока Холмса / The Adventure of Sherlock Holmes' Smarter Brother
- 1977 — Великий герой-любовник / The World’s Greatest Lover
- 1980 — Воскресные любовники / Sunday Lovers (новелла Skippy)
- 1984 — Женщина в красном / The Woman in Red
- 1986 — Медовый месяц с призраками / Haunted Honeymoon

### Продюсер
- 1977 — «Великий герой-любовник» / The World’s Greatest Lover